# La Malterie
 (novembre 2018).

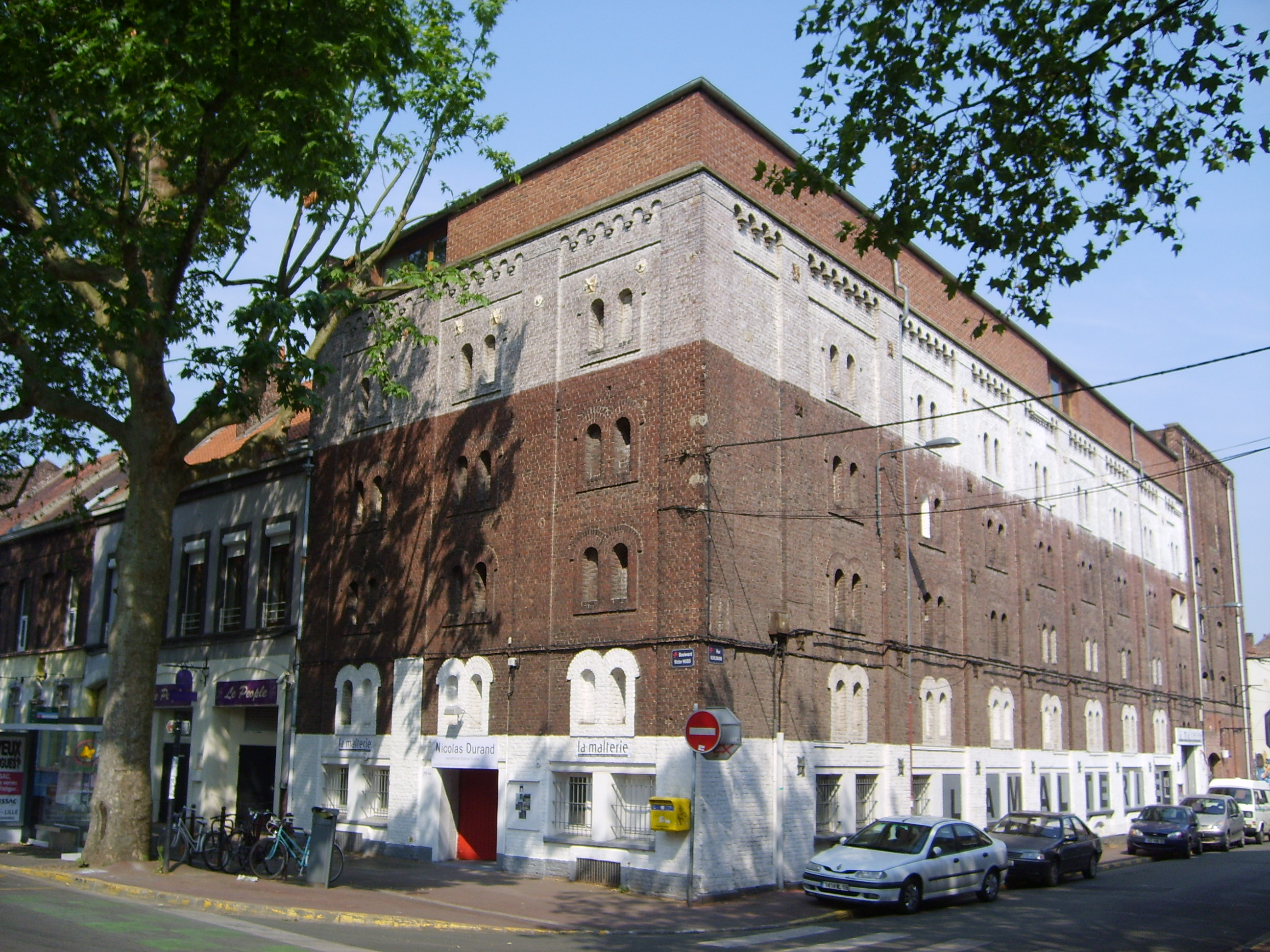
La malterie, à l'angle du boulevard Victor Hugo et de la rue Kuhlmann à Lille

La Malterie est une association lilloise implantée à l'angle du boulevard Victor-Hugo et de la rue Kuhlmann dans le quartier de Wazemmes. Elle œuvre dans les champs des musiques actuelles de création et des arts visuels. Elle est une structure de soutien à la recherche et à l'expérimentation artistique et comporte des espaces de travail (ateliers et locaux de répétition), lieux de diffusion (salle de concert, espaces d'exposition), centre de ressources spécialisé sur le statut professionnel des plasticiens.
Ce site est desservi par la station de métro Porte des Postes.

## Historique
La Malterie a été créée en 1995 par La Stomate, un collectif de plasticiens originaires de différentes écoles d’art de la région et de Belgique, ayant pour principal objectif la diffusion de leur production par l'organisation d'expositions collectives. Le site d’une malterie est choisi, une friche industrielle située dans une ancienne brasserie. 
En septembre 1999, La Malterie est frappée d’un arrêté préfectoral d’interdiction d’exploitation pour des raisons de non-conformité aux normes de sécurité qui met fin momentanément à toutes ses actions de diffusion. La réouverture de la salle de diffusion est autorisée en janvier 2001 et les ateliers ont été rénovés et mis aux normes en 2002. 

## Activités développées
- Ateliers d'artistes et locaux de répétition

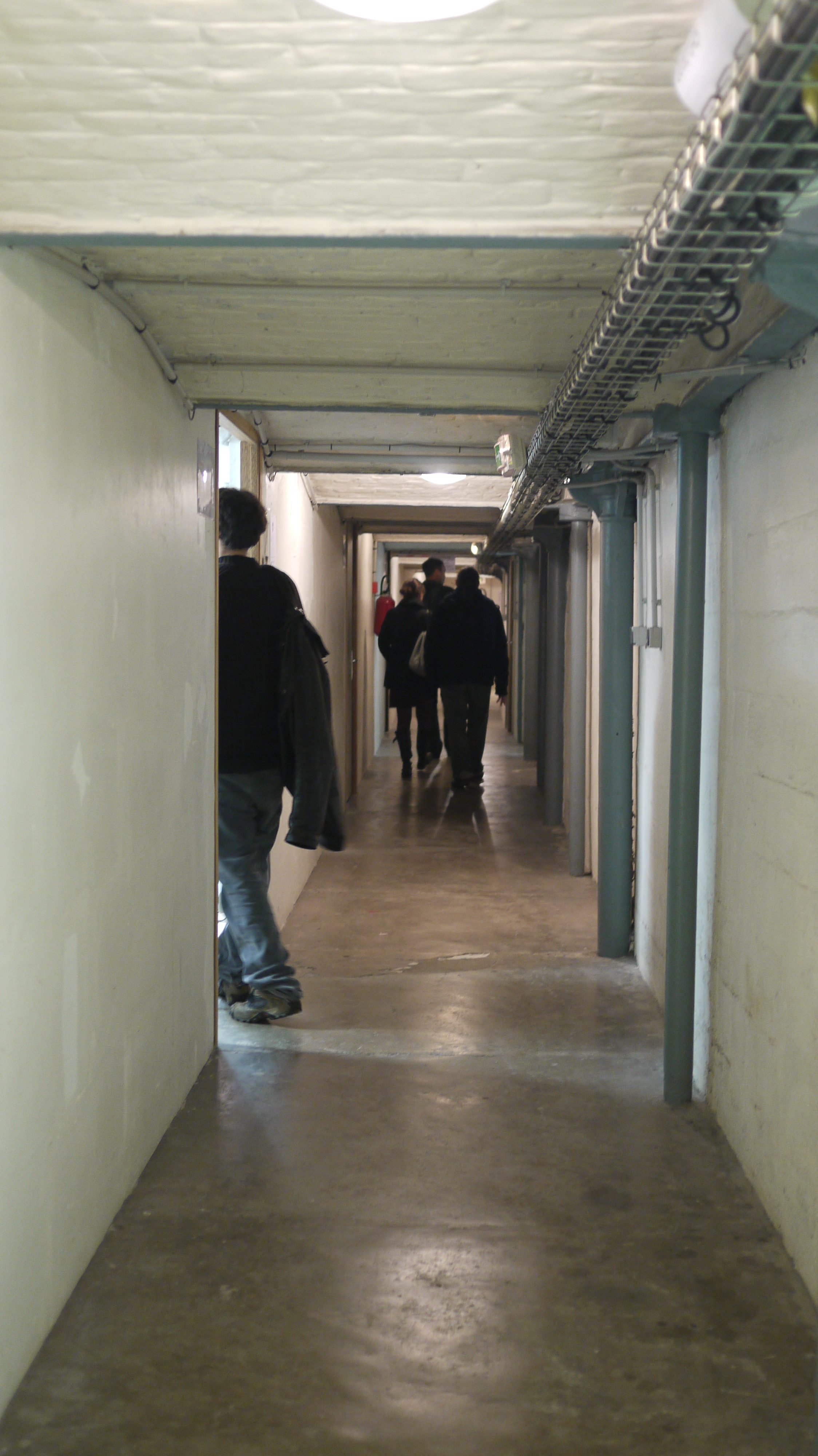
Vue de l'un des étages de La malterie

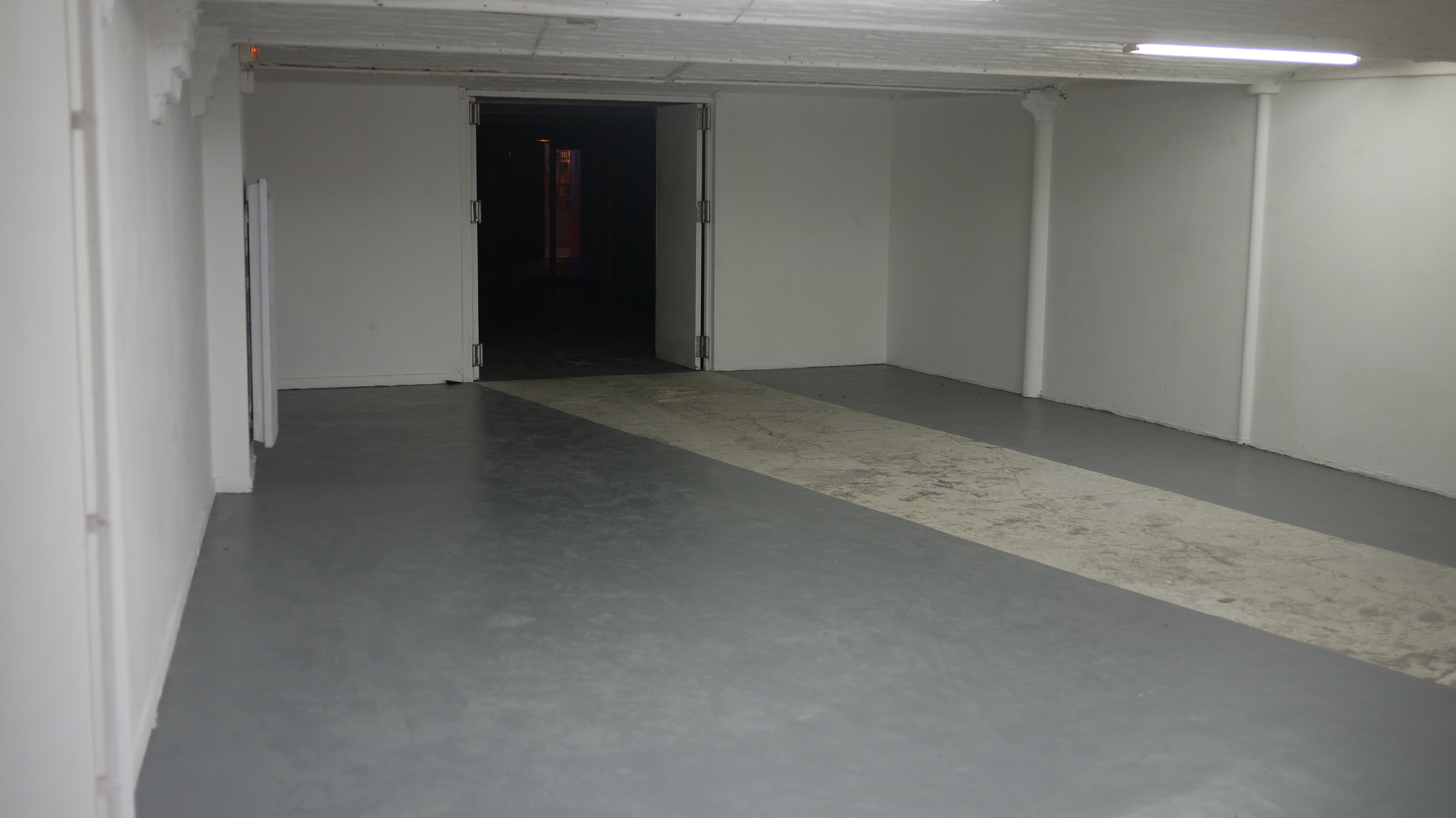
Salle d'exposition de La malterie

- Résidences

- Concerts

- Expositions

- Centre ressource arts visuels